# Kurt Wasserfallen
Kurt Wasserfallen (* 27. April 1947 in Bern; † 2. Dezember 2006 ebenda; heimatberechtigt in Wileroltigen) war ein Schweizer Politiker (FDP).

## Leben und Wirken
Wasserfallen studierte Chemie an der Universität Bern und wurde 1977 promoviert. Er arbeitete im Kernkraftwerk Mühleberg, bei der Eidgenössischen Alkoholverwaltung, bei der Schweizerischen Hochschulkonferenz und in der Bundeskanzlei.
Von 1985 bis 1990 gehörte er dem Berner Stadtrat an. Von 1990 bis 1999 sass er im Grossen Rat des Kantons Bern. Ab 1993 war Wasserfallen Gemeinderat der Stadt Bern, zuerst zehn Jahre lang als Direktor für Öffentliche Sicherheit. Als Folge unüberbrückbarer politischer Differenzen musste er 2003 wechseln und war seitdem Direktor für Finanzen, Personal und Informatik. Zweimal kandidierte er für das Amt des Stadtpräsidenten; er unterlag dabei den sozialdemokratischen Kandidaten Klaus Baumgartner und Alexander Tschäppät. Ab 1999 war er zudem Mitglied des Nationalrats. Er war schweizweit bekannt, etwa als Befürworter einer restriktiven Drogenpolitik.
Im Dezember 2006 erlag Wasserfallen einem seltenen Krebsleiden.
Er war verheiratet und hatte zwei Söhne. Der jüngere Sohn, Christian, ist ebenfalls in der FDP politisch aktiv, von 2003 bis 2007 als Berner Stadtrat und seit 2007 als Nationalrat. Der ältere Sohn, Peter, war von 2009 bis 2012 Mitglied des Berner Stadtrats, zuerst als SVP-Mitglied, danach als Parteiloser.